# Jimaní
Jimaní är en kommun och ort i sydvästra Dominikanska republiken, vid gränsen mot Haiti, och är den administrativa huvudorten för provinsen Independencia. Kommunen har cirka 17 000. Vid folkräkningen 2010 0 026 invånare bodde i centralorten. Jimaní är belägen mellan Västindiens två största insjöar Lago Enriquillo i öster och, på den haitiska sidan, Étang Saumâtre i väster. Orten drabbades svårt av översvämningar den 25 maj 2004 då en stor del av staden förstördes, och Jimaní är fortfarande i en fas av återuppbyggnad.